# Leapmotor S01
Leapmotor S01 – elektryczny samochód sportowy klasy subkompaktowej produkowany pod chińską marką Leapmotor w latach 2019–2022.

## Historia i opis modelu

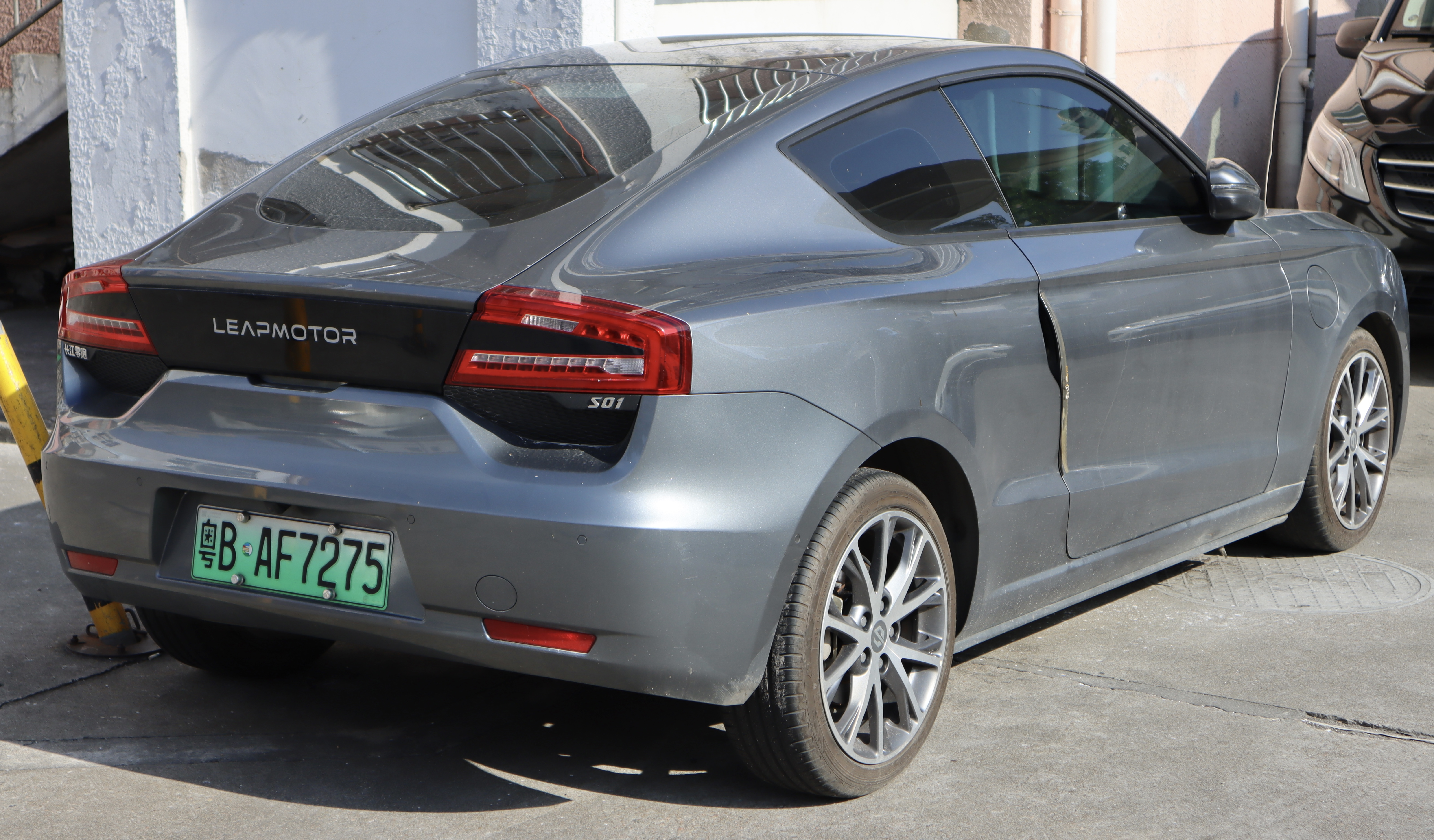
Leapmotor S01 - tył

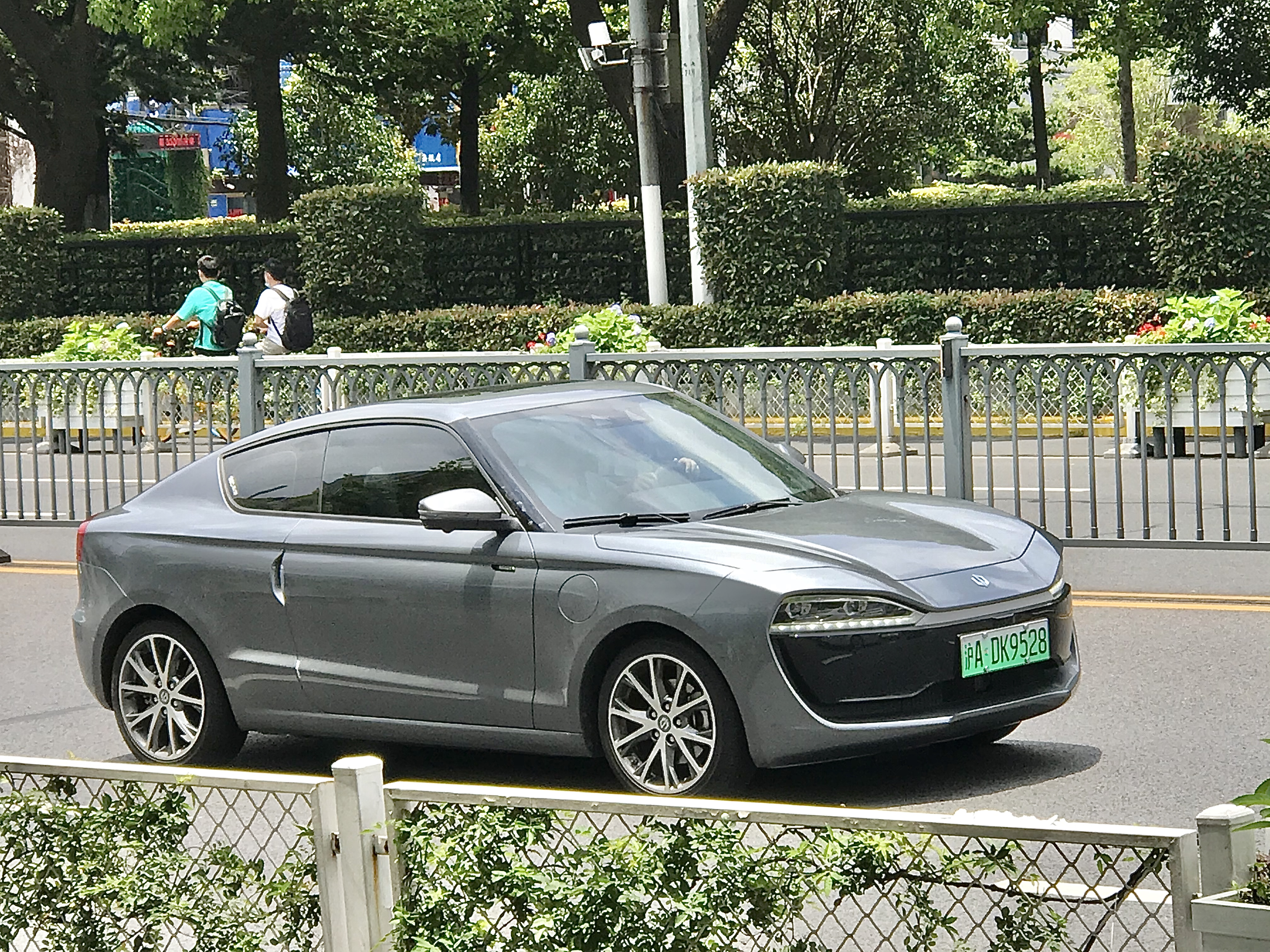
Leapmotor S01 w ruchu

Jesienią 2017 roku chiński startup Leapmotor przedstawił prototyp LP-S01 Concept jako studyjną zapowiedź pierwszego pojazdu w postaci miejskiego coupe o napędzie elektrycznym. Samochód w seryjnej postaci przedstawiono półtora roku później, wiosną 2019 roku pod nazwą Leapmotor S01.
Pod kątem stylistycznym pojazd wyróżniał się dwubryłową sylwetką 3-drzwiowego coupe, zyskując łagodnie opadającą linię dachu i podłużne, szeroko rozstawione reflektory umieszczone poziomo. Charakterystycznym elementem były klamki drzwi schowane w krawędziach bocznych drzwi. System "Leap Pilot" pozwala na poruszanie się z 3 poziomem półautonomicznej jazdy.

### Sprzedaż
Leapmotor S01 jest pojazdem produkowanym wyłącznie z myślą o wewnętrznym rynku chińskim jako wariacja na temat niewielkiego samochodu sportowego o napędzie elektrycznym. Pierwsze dostawy ruszyły w czerwcu 2019 roku. W momencie debiutu, S01 było relatywnie tanim samochodem, który za podstawowy wariant kosztował 199 900 juanów.

### Dane techniczne
Układ elektryczny w wersjach Leapmotor S01 460 i 460 Pro rozwija moc 170 KM. Przy 250 Nm maksymalnego momentu obrotowego, elektryczne coupe potrzebuje 6,9 sekundy do osiągnięcia 100 km/h. Samochód trafił do sprzedaży z 35,6 kWh lub 48 kWh baterią, z czego topowy zestaw akumulatorów w pomiarze NEDC oferuje ok. 310 kilometrów zasięgu na jednym ładowaniu.